# Old Orchard Beach
Old Orchard Beach est une ville située dans l’État américain du Maine, dans le comté de York. Le recensement de 2000 y dénombre 8 856 habitants.

## Présentation
En été, la population grimpe à près de 100 000. Old Orchard Beach reçoit annuellement un grand nombre de touristes québécois.
Dans les années 1920 et 1930 Old Orchard Beach était un haut lieu de l'aviation, encore très expérimentale: Son immense plage plate et dure permettait aux avions de l'époque destinés aux records transatlantiques de bénéficier d'une très longue piste d'envol (ces appareils étaient littéralement chargés à refus de carburant) alors même que les pistes bétonnées étaient encore relativement rares.
Pour la même raison, on préférait souvent à cette époque les hydravions aux avions terrestres car leur course d'envol n'était pas limitée par un quelconque obstacle  
Autres facteurs favorables : la  longitude d'Orchard Beach est très à l'est sur le territoire des USA, le climat est frais (l'air plus dense porte mieux et favorise les décollages à pleine charge) et une bonne venant du secteur idoine augmentait encore les possibilités d'emport de carburant.

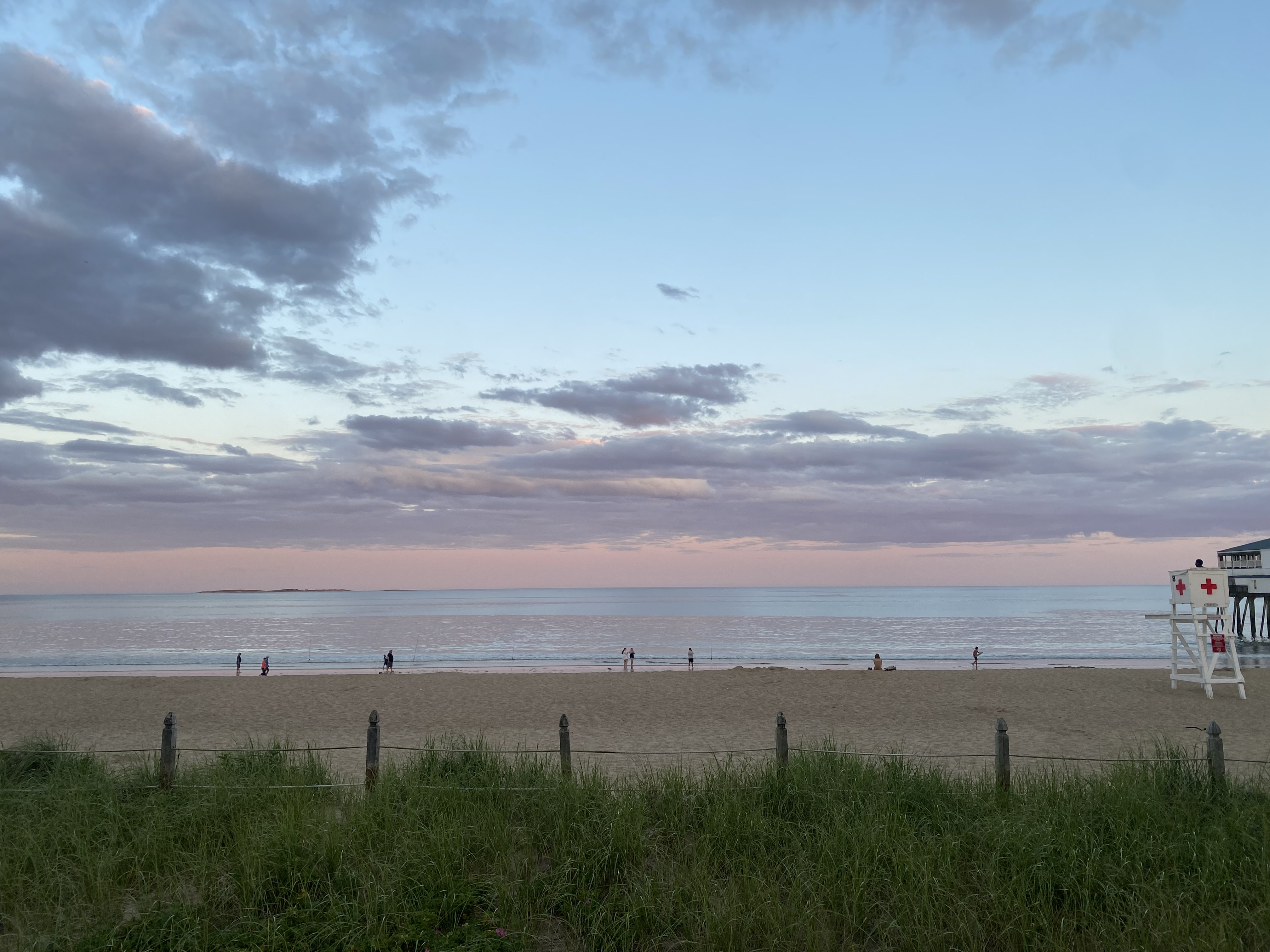
Plage au coucher de soleil de Old Orchard Beach

## Jumelage
Mimizan (France) depuis le 16 juin 1989, pour célébrer le soixantième anniversaire de la première traversée française sans escale de l’Atlantique Nord dans le sens Ouest-Est, réalisée à bord de l'Oiseau Canari, parti d'Old Orchard Beach le 13 juin 1929 et atterri à Mimizan le 16 juin 1929.